# Svinvallen
Svinvallen är ett naturreservat i Mora kommun i Dalarnas län.
Området är naturskyddat sedan 1990 och är 29 hektar stort. Reservatet består av tallhedskog på ett fossila flygsandfält,  kallat Morafältet. 